# زادآور فصلی

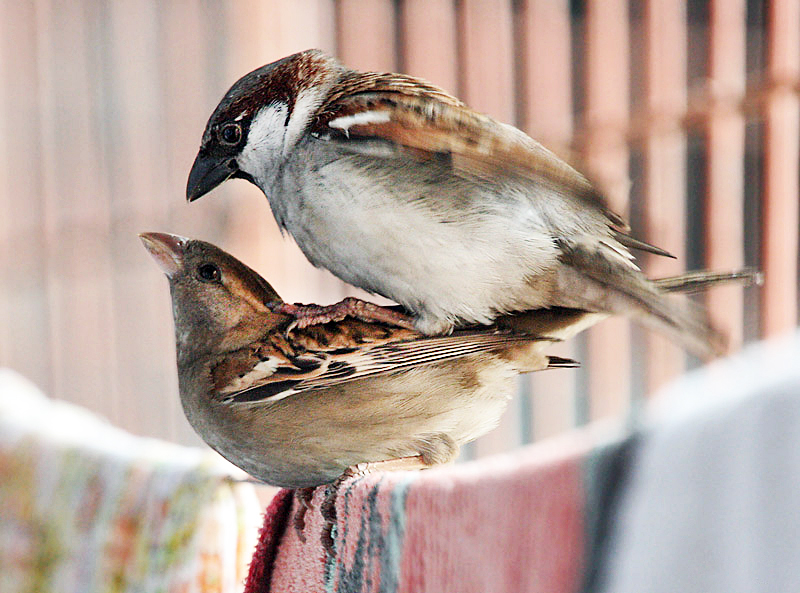
گنجشک خانگی در حال جفت‌گیری

زادآوران فصلی (به انگلیسی: Seasonal breeder)، گونه‌های جانوری هستند که تنها در زمان‌های خاصی از سال با موفقیت جفت‌گیری می‌کنند. این زمان از سال به دلیل عواملی مانند دمای محیط، در دسترس بودن غذا و آب و تغییر در رفتارهای شکار گونه‌های دیگر، امکان بهینه‌سازی بقای جوان‌ها را فراهم می‌کند. علاقه و رفتارهای جنسی مرتبط تنها در این دوره ابراز و پذیرفته می‌شود. زادآوران فصلی ماده تنها زمانی یک یا چند چرخه فحلی خواهند داشت که «در آن فصل» یا بارور و پذیرای جفت‌گیری باشد. در دیگر زمان‌های سال، آن‌ها بی‌حس می‌شوند یا چرخه جنسی خود را کم می‌کنند. بر خلاف چرخه تولیدمثل، فصلی برای هر دو جنس نر و ماده توصیف می‌شود. زادآوران فصلی نر ممکن است بسته به زمان سال تغییرهایی در سطح تستوسترون، وزن بیضه‌ها و باروری نشان دهند.
زادآوران فصلی از زادآوران فرصت‌طلب که هر زمان شرایط محیطی برای آنها مساعد شود، جفت‌گیری می‌کنند و زادآوران همیشگی که در تمام طول سال جفت‌گیری می‌کنند، متمایز هستند.